# Антропонимическая система
Антропонимическая система, или система личных имён, — система, определяющая выбор имени человека в некотором обществе. Состоит из одной или нескольких частей, называемых антропонимами. Антропонимические системы изучаются антропонимикой.

## Разновидности
Выделяются следующие основные разновидности антропонимических систем:
- Биномиальные системы: к личному имени человека добавляется фамилия, передающаяся от одного из предков. Большая часть современных антропонимических систем Европы, такие как русская и испанская, являются биномиальными.
- Патрономические системы: к личному имени человека добавляются личные имена его родителей или более далёких предков. Такие системы были широко распространены на территории Европы в первом тысячелетии н. э., но потом на их место пришли биномиальные системы. При этом сохранилась патронимическая исландская система
- Более сложные системы, например, арабская, состоящая из имени сына, личного имени, имени отца и одного или двух прозвищ.

## Примеры антропонимических систем
| Культура  | Полная именная формула                                                                     | Современная краткая   |
| --------- | ------------------------------------------------------------------------------------------ | --------------------- |
| Римляне   | личное имя (преномен) + родовое имя (номен) + прозвище или название ветви рода (когномен)  | -                     |
| Англичане | личное имя + среднее имя + фамилия (повсеместно начиная c XIV в. до XVII в.)               | личное имя + фамилия  |
| Русские   | личное имя + отчество + фамилия (повсеместно начиная с 1861—1930-х)                        | личное имя + фамилия  |
| Армяне    | личное имя + отчество + фамилия (повсеместно начиная с III века)                           | личное имя + фамилия  |
| Арабы     | кунья + личное имя + отчество (насаб) + эпитет или титул (лакаб) + дополн. признак (нисба) | личное имя + отчество |
| Исландцы  | личное имя + отчество, редко фамилии                                                       | личное имя + отчество |
| Турки     | личное имя + фамилия (начиная с 1924)                                                      | личное имя + фамилия  |
| Тайцы     | личное имя + фамилия (начиная с 1913)                                                      | личное имя + фамилия  |